# Rajd Wiesbaden 1968
Rajd Wiesbaden 1968 (30. Int. AvD-Rallye Wiesbaden Deutschlandrallye) – 30 edycja rajdu samochodowego Rajd Wiesbaden rozgrywanego w RFN. Rozgrywany był od 2 do 5 maja 1968 roku. Była to trzecia runda Rajdowych Mistrzostw Europy w roku 1968 oraz piąta runda Rajdowych mistrzostw Niemiec.

## Klasyfikacja rajdu
| Miejsce                      | Kierowca                     | Pilot                        | Samochód                     | Czas                         | Strata                       |                              |
| Klasyfikacja generalna i ERC | Klasyfikacja generalna i ERC | Klasyfikacja generalna i ERC | Klasyfikacja generalna i ERC | Klasyfikacja generalna i ERC | Klasyfikacja generalna i ERC | Klasyfikacja generalna i ERC |
| ---------------------------- | ---------------------------- | ---------------------------- | ---------------------------- | ---------------------------- | ---------------------------- | ---------------------------- |
| 1.                           | Pauli Toivonen               | Martti Kolari                | Porsche 911 T                |                              | 0.0                          |                              |
| 2.                           | Sobiesław Zasada             | Franciszek Postawka          | Porsche 911 L                |                              |                              |                              |
| 3.                           | Jean-François Piot           | Pierre-François Rousselot    | Alpine-Renault A110 1300     | 15                           |                              |                              |
| 4.                           | Jean Vinatier                | Maurice Gélin                | Alpine-Renault A110 1300     | 52                           | +36                          |                              |
| 5.                           | Vladimír Hubáček             | Vojtěch Rieger               | Renault 8 Gordini            | 1:19                         | +1:03                        |                              |
| 6.                           | Zdeněk Kec                   | Mojmír Klíma                 | Renault 8 Gordini            | 1:19                         | +1:03                        |                              |
| 7.                           | Dieter Lambart               | Hans Vogt                    | Opel Commodore GS            | 1:22                         | +1:06                        |                              |
| 8.                           | Günther Wallrabenstein       | Jürgen Säckl                 | Porsche 911 T                | 2:21                         | +2:06                        |                              |
| 9.                           | Antoni Weiner                | Jan Karel                    | BMW 1600 TI                  | 4:13                         | +3:57                        |                              |
| 10.                          | Dieter Eymann                | Rainer Strunz                | Alfa Romeo GTA               | 4:14                         | +3:59                        |                              |